# Klaus Peters (Jurist)
Klaus Peters (* 25. September 1936 in Wuppertal; † 19. Dezember 2024) war ein deutscher Verwaltungsjurist sowie Gründungs- und Altkanzler der Bergischen Universität in Wuppertal.

## Leben
Nach dem Besuch der Volksschule in Wuppertal (1942–1947) besuchte Peters das Staatliche naturwissenschaftliche Gymnasium in Wuppertal-Elberfeld (bis 1956). Anschließend studierte er Rechtswissenschaft in Köln und Berlin (FU) und legte 1960 die Erste juristische Staatsprüfung ab. 1963 erlangte er die Promotion zum Dr. iur und 1965 legte er die Zweite juristische Staatsprüfung ab. Ab 1965 war er kurz als Gerichtsassessor am Landgericht Wuppertal tätig und trat dann im gleichen Jahr in den Dienst der Stadtverwaltung Wuppertal ein.
Peters war 1966 zunächst Referent im Baudezernat und ab 1968 persönlicher Referent des damaligen Oberstadtdirektors Werner Stelly im Barmer Rathaus. Nach der Gründung der Gesamthochschule Wuppertal, später umbenannt in Bergische Universität Wuppertal (1980 und 2003), leitete Peters in der Gründungsphase der Hochschule ab 1971 das dafür zuständige städtische Koordinierungsbüro bzw. das Amt für Hochschulfragen.
Am 1. August 1972 wurde er an die Gesamthochschule versetzt und am 27. September 1972 ihr erster Kanzler und Verwaltungschef. Diese Position hatte er bis zum Wechsel in den Ruhestand am 30. September 2001 inne. Sein Nachfolger als Kanzler wurde Hans-Joachim von Buchka.
Klaus Held beschrieb in seinem Grußwort, als Peters die Ehrenbürgerwürde verliehen wurde, die Universität sei sein Lebenswerk. Willfried Penner würdigte Peters als Baumeister der Universität.
Er war verheiratet mit der Anglistin und Linguistin Gisa Rauh.

## Ehrungen und Auszeichnungen
- 1983: Verdienstorden der Bundesrepublik Deutschland (Verdienstkreuz am Bande)[5][6]
- 2003: Verdienstorden des Landes Nordrhein-Westfalen[5][7][8]
- 2012: Ehrenbürgerwürde der Bergischen Universität Wuppertal[2][9]